# Carl Jöran Bergh
Carl Jöran Bergh, vanligen C.J. Bergh, född 30 mars 1865 i Malmö, död 26 november 1950, var en svensk industriman. Han var bror till Christian Bergh och far till Thorsten Bergh.
Bergh, som var son till disponent Peter Bergh och Christine Kock, genomgick högre allmänna läroverket i Malmö 1874–1881 samt studerade vid Schenks Handelschule i Frankfurt am Main 1881–1882 och vid Lamborn High School i England 1882–1883. Han var anställd vid Manufaktur AB i Malmö 1884, vid Mannheimer Seever-Sicherungsgesellschaft 1885–1988, i USA 1888–1895, chef för Götafors AB:s spinnerier 1896–1897, för Manufaktur AB 1897–1936, ledamot av dess styrelse 1897–1947 (ordförande 1932–1943). Han var ledamot av överstyrelsen för Sveriges textilförbund 1907–1932.
Bergh efterträdde sin far Peter Bergh (1823–1903) som chef för Manufaktur AB i Malmö. Under C.J. Berghs ledning utvecklades företaget till ett av de främsta inom sitt område. Bergh intog själv ställningen som en av den svenska textilindustrins mest betrodda män. Han efterträddes 1936 av sin son Thorsten Bergh (född 1901) som VD för företaget.
C.J. Bergh är begravd på Gamla kyrkogården i Malmö.